# Infrarotproblem
Das Infrarotproblem ist ein scheinbares Problem in Quantenfeldtheorien mit masselosen Teilchen.
Die Beiträge von masselosen Teilchen wie Photonen oder Gluonen mit sehr niedriger Energie führen zu divergenten Anteilen der Streuamplituden in Quantenfeldtheorien. Ursache des Problems ist, dass die Teilchen aufgrund ihrer verschwindenden Masse beliebig niedrige Energien annehmen können, bzw. – äquivalent dazu – dass die elektromagnetische Wechselwirkung langreichweitig ist.
Der Name des Problems rührt daher, dass Photonen mit niedriger Energie eine dazu proportional niedrige Frequenz haben. Elektromagnetische Wellen niedriger Frequenz, also langer Wellenlänge, werden als Infrarotstrahlung bezeichnet.
Zwei verschiedene Effekte tragen zum Infrarotproblem bei: Zum einen führt die Abstrahlung oder Absorption solcher niederenergetischer Teilchen zu Singularitäten, zum anderen treten diese auch als virtuelle Teilchen mit beliebig kleiner Energie in Quantenkorrekturen auf. In der Quantenchromodynamik tritt ferner der Fall auf, dass die Gluonen Selbstwechselwirkung zeigen, also masselose Teilchen ihrerseits masselose Teilchen abstrahlen können. In allen Fällen können die Singularitäten umgangen werden, indem eine kleine Masse des Photons oder Gluons zur Regularisierung der Theorie eingeführt wird (Pauli-Villars-Regularisierung), sodass die kleinstmögliche Energie des Teilchens dieser Masse entspricht.
Bei der Addition dieser verschiedenen Beiträge zeigt sich, dass das Infrarotproblem nur ein Scheinproblem ist; alle divergenten Beiträge heben sich exakt auf. In der Quantenelektrodynamik ist dies als Bloch-Nordsieck-Theorem, im allgemeinen Fall, der die Quantenchromodynamik und die Quantenelektrodynamik mit einschließt, als Kinoshita-Lee-Nauenberg-Theorem bekannt.
In der axiomatischen Quantenfeldtheorie ist das Infrarotproblem ein bis heute (2008) untersuchtes Problem, für das es im axiomatischen Rahmen noch keine allgemein anerkannte Lösung gibt.

## Beispiel
Bei der Annihilation eines Elektron-Positron-Paares und darauffolgender Erzeugung eines Myon-Antimyon-Paares {\displaystyle \mathrm {e} ^{+}\mathrm {e} ^{-}\to \mu ^{+}\mu ^{-}} lautet der renormierte Streuquerschnitt durch virtuelle Korrekturen
{\displaystyle \sigma _{V}={\frac {\alpha }{2\pi }}\sigma _{0}\left[-\ln ^{2}{\frac {m_{\gamma }^{2}}{Q^{2}}}-3\ln {\frac {m_{\gamma }^{2}}{Q^{2}}}-{\frac {7}{2}}+{\frac {\pi ^{2}}{3}}\right]}
und der durch die Abstrahlung eines zusätzlichen Photons
{\displaystyle \sigma _{R}={\frac {\alpha }{2\pi }}\sigma _{0}\left[\ln ^{2}{\frac {m_{\gamma }^{2}}{Q^{2}}}+3\ln {\frac {m_{\gamma }^{2}}{Q^{2}}}+5-{\frac {\pi ^{2}}{3}}\right]},
wobei {\displaystyle \alpha } die Feinstrukturkonstante, {\displaystyle \sigma _{0}} der Streuquerschnitt in führender Ordnung und {\displaystyle Q^{2}} die Schwerpunktsenergie sind. Der Parameter {\displaystyle m_{\gamma }} ist der als Photonenmasse eingeführte Regularisierungsparameter. Beide dieser Terme sind für sich genommen divergent, doch in ihrer Summe heben sich die Beiträge exakt weg.
{\displaystyle \sigma _{V}+\sigma _{R}={\frac {3\alpha }{4\pi }}\sigma _{0}}